# Jazava Ai
Jazava Ai (矢沢あい; Hepburn: Yazawa Ai; Oszaka, 1967. március 7. –) japán mangaművész (mangaka).
1985-ben kezdett mangaszerzői pályafutásába a sódzso és dzsoszei műfajban. Mangái több népszerű újságban is megjelennek Japánban. A Paradise Kiss, a Nana, a Tensi nanka dzsa nai (Nem vagyok én angyal) és a Gokindzso monogatari (Történet a szomszédból) című műveiről ismert, amelyekből anime is készült.
Jazava 1975 óta Amagaszakiban él, Hjógo prefektúrában. Divattervező iskolába járt, azonban kibukott, helyette mangákat kezdett rajzolni. Első műve, az Ano nacu (Az a nyár) 1985-ben jelent meg. Azóta több, mint tíz mangát rajzolt a Ribon és Cookie magazinnak a Shueisha kiadásában, később a Shogakukannál is publikált. Mangáinak angol kiadását a Tokyopop gondozza.
2003-ban a Nana elnyerte a Shogakukan manga-díjat, nem sokkal később élőszereplős filmet készítettek belőle. 2009 nyarán Jazava váratlanul megbetegedett és kórházi ápolásra szorult. 2010 tavaszán engedték ki, de azóta sem érkezett arról hír, hogy folytatja-e a Nana mangát, és ha igen, mikor (2016).
Jazava munkái nagyon népszerűek a nők és a fiatal lányok körében, különösen azok szeretik, akik a divatért is rajonganak. Jellegzetes rajztechnikájáról könnyen felismerni Jazava alkotásait. Karakterei nagyon elegánsak, történeteinek főszereplői általában fiatal lányok, akiknek életéről, párkapcsolatairól mesél. Jazava gyakran fekteti a hangsúlyt a divatra.

## Művei
- 1985: Ano nacu
- 1986: 15-nen me
- 1987: Love Letter
- 1988: Kaze ni nare!
- 1988: Escape
- 1989: Ballade made szoba ni ite, 2 kötet
- 1990–1991: Marine Blue no kaze ni dakarete, 4 kötet
- 1992: Uszubeni no arasi
- 1992–1995: Tensi nanka dzsa nai, 8 kötet
- 1995–1998: Gokindzso monogatari, 7 kötet
- 1998–1999: Kagen no cuki, 3 kötet
- 2000–2003: Paradise Kiss, 5 kötet
- 2000–függőben: Nana, eddig 21 kötet
- 2004–2006: Princess Ai

### Magyarul megjelent műve
- Nana, 1–21.; 1–7. ford. Basa Zsófia, 8–21. ford. Imai Zsófia; MangaFan, Szigetszentmiklós, 2008–2016